# Fouad Lahoud
 (décembre 2024).
Si vous disposez d'ouvrages ou d'articles de référence ou si vous connaissez des sites web de qualité traitant du thème abordé ici, merci de compléter l'article en donnant les références utiles à sa vérifiabilité et en les liant à la section « Notes et références ».
Pour les articles homonymes, voir Lahoud.
Fouad Lahoud est un ancien député libanais du Metn, élu en 1972, proche du Parti national-libéral de Camille Chamoun.
Il est membre de l’une des principales familles politiques libanaises.
Décédé durant la guerre au Liban, son siège échoit à son neveu, Nassib Lahoud, nommé député en 1991.